# Juraj Andrassy
Juraj Andrassy (Zagreb, 12. kolovoza 1896. – Zagreb, 20. prosinca 1977.), hrvatski pravnik, akademik,  profesor međunarodnog prava. Kao znanstvenik i pedagog bio je uvažen na fakultetima i institutima u Europi, Americi i Africi.
Maturirao je u Klasičnoj gimnaziji u Zagrebu 1914. godine. Završio je studij prava na Pravnom fakultetu u Zagrebu, gdje je i doktorirao 1919. godine. Andrassy je svoj glavni znanstveni interes usmjerio na studij međunarodnih odnosa i međunarodnog prava. Cilj mu je bio izgradnja discipline međunarodnog javnog prava na Sveučilištu u Zagrebu.
Svoju karijeru u području međunarodnog prava započeo je godine 1922./1923., otputovavši u Pariz gdje se usavršavao na Pravnom fakultetu i na Visokoj školi političkih znanosti.
Bio je prvi profesor samostalne Katedre međunarodnog javnog prava na Pravnom fakultetu u Zagrebu. Godine 1932. izabran je za izvanrednog profesora, a za redovitog 1937. godine.
1945. je godine nakon rata Federalna Hrvatska izaslala Jurja Andrassyja za rješavanje pitanja Bajskog trokuta, a suradnici su mu za sjeveroistočne granice Hrvatske, odnosno za područje Bajskog trokuta bili Blaško Rajić, Grga Skenderović i Vinko Žganec. Da bi se prikupilo podatke u svezi s mogućim novim razgraničenjem s Mađarskom, odnosno da bi se pomoglo uključiti Bajski trokut u novu Jugoslaviju na osnovi gospodarskog, prometnog i etnografskog interesa, angažiralo se dobavljače podataka. Tu su bili stručnjaci i lokalci (v. Antifašistički front Slavena u Mađarskoj). Od stručnjaka bili su tu Mihovil Katanec i Matija Evetović, Lajčo Jaramazović, Mato Škrabalo i drugi. S druge strane bio je Antun Karagić iz Gare. Nepovoljne političke okolnosti, sovjetsko protivljenje, nezainteresiranost jugoslavenskog državnog vrha odnosno kasnija odluka Vlade DF Jugoslavije da neće pokretati pitanje granice prema Mađarskoj ako Mađarska osigura jugoslavenskim manjinama autonomna prava u sferi kulture i obrazovanja, dovela je do toga da se pitanje tih granica više nikad nije pokretalo, a zatim kasniji sukob sa Staljinom, rezolucija Informbiroa zacementiralo je stanje.
Godine 1952. izabran je za pridruženog člana u Institutu za međunarodno pravo (Institut de Droit international). Naročito se ističe kao izvjestitelj u pitanju međunarodnopravnih uredbi o korištenju međunarodnih riječnih tokova. Godine 1961. izabran je u Institutu za redovnog člana.
Godine 1955. postaje dopisnim članom Jugoslavenske akademije znanosti i umjetnosti,
a redovnim članom 1965. godine. Bio je među osnivačima Jugoslavenskog udruženja za međunarodno pravo.
Zasluženi vrhunac u karijeri internacionalista postigao je 1969. godine, kada je izabran
za predsjednika Instituta za međunarodno pravo. U jesen 1971. godine u Zagrebu, predsjedao
je 55. zasjedanju Instituta koja je ocijenjena izuzetno uspješnom. Na njoj je donijeta, između
ostalog, rezolucija o protupravnom skretanju zrakoplova i rezolucija o uvjetima primjene
humanitarnih pravila o oružanim sukobima na neprijateljstva u kojima bi mogle sudjelovati
snage Ujedinjenih naroda. U doktrini meðunarodnog prava te se rezolucije citiraju kao
zagrebačke rezolucije.
Kao predsjednik arbitražnog vijeća, dovodi do okončanja dvaju međunarodnih sporova između Francuske i Alžira.

## Djela
Iza sebe ostavlja mnoštvo radova koje obuhvaća 603 bibliografske jedinice. Andrassyjevo najopsežnije djelo je udžbenik Međunarodno pravo, koje i danas služi kao glavni udžbenik na pravnim fakultetima.